# Historia de una soga
Historia de una soga es una película en blanco y negro de Argentina dirigida por Enrique De Thomas sobre su propio guion que se estrenó el 28 de junio de 1956 y que tuvo como protagonistas a Susana Campos, Ilde Pirovano, Mario Lozano y Mario Passano. Fue el último filme de Amalia Sánchez Ariño.

## Sinopsis
Dos hombres y una mujer que extorsionan a un joven tendrán su merecido.

## Reparto
Intervinieron en la pel+icula los siguientes intérpretes:
- Hilda Bernard …Voz de La Soga
- Ilde Pirovano …Doña Julia
- Mario Lozano …Rosales
- Mario Passano …Daniel
- Susana Campos …Manón
- Amalia Sánchez Ariño …Doña Luisa
- Juan José Edelman …Jacinto
- Arturo Arcari …Don Isidoro
- Andrés Laszlo …Tirco, el escultor
- Mónica Linares …Carmen
- Humberto de la Rosa …Humberto
- Jorge Robles …Luis
- Nicolás Taricano …Manuel, el mucamo
- Mónica Zabala
- Domingo Garibotto …Vendedor de pájaros
- Rafael Chumbita …Secuaz de Rosales
- Miguel Ángel Olmos
- Clara Pico
- Alberto Rey
- Francisco Gómez Méndez
- Perla Argerich
- Juan Laborde
- Sara Torzi
- R. Duro Gómez
- C. Iliusi
- Antonio Cytro
- Jorge del Campo
- Patricia Plá
- Norma García
- Adolfo García
- Dianita Marcus
- María Pla
- Juan Laborda (hijo)
- Noemí Alcira Sota
- Marcela Plá
- Daniel Plá
- A. Ares
- Diana Arias
- Margarita Lauce
- Héctor Fumaneri
- Teresa Blasco …Mujer en tienda

## Comentarios
Crítica dijo :

”Dentro de sus escasos recursos materiales hay sin embargo, dignidad en la realización… relato policial, y una aceptable interpretación de M. Passano.”

Por su parte Manrupe y Portela escriben:

”Una rareza de suspenso muy poco vista, íntegramente filmada en exteriores e interiores urbanos, según el estilo de la época. Quien cuenta la historia es una cuerda de tender la ropa.”